# Pyhäntä
Pyhäntä je obec v provincii Severní Pohjanmaa. Počet obyvatel obce je 1 701 (2008), rozloha 847,43 km² (z toho 36,76 km² připadá na vodní plochy). Hustota zalidnění je pak 2,2 obyv./km². Obec je finskojazyčná.

## Vesnice
Ahokylä, Lamujoki, Tavastkenkä, Viitamäki